# Trumpizmus
A trumpizmus fogalma Donald Trump politikai filozófiájára, politikai stílusára és politikai mozgalmára utal. Trump 2016-os elnöki kampánya és 2017 és 2021 közötti elnöki hivatala alatt a trumpizmus gyorsan meghatározó politikai irányzattá vált, amely az Egyesült Államok politikai táján és azon túl is jelentős hatással bírt.
A trumpizmus összefügg azzal a meggyőződéssel, hogy az elnök a jogállamiság felett áll. A szélsőjobboldal amerikai politikai változataként jellemzik.

## Történeti háttér
Trumpizmus a 2016-os elnökválasztási kampány során kezdődött, amikor Donald Trump a Republikánus Párt elnökjelöltjeként indult. Trump kampánya során erőteljesen elutasította a hagyományos politikai eszközöket, és populista, nacionalista retorikát alkalmazott. A "Make America Great Again" (MAGA) szlogenje gyorsan az amerikai politikai diskurzus központi elemévé vált, és a választók számára azt ígérte, hogy visszaállítja az Egyesült Államok egykori gazdasági és politikai erejét.

## Politikai ideológia
A trumpizmus politikai ideológiáját számos kulcsfontosságú elem jellemzi, többek között:
- Populizmus: Trump politikai stílusának középpontjában az a meggyőződés áll, hogy ő a „nép” képviseletében áll, szemben a politikai elittel és az elitista hatalmi struktúrákkal. Trump gyakran hangoztatta, hogy küzd az amerikai dolgozók és a középosztály érdekeiért, miközben elutasította a hagyományos politikai elit és intézmények hatalmát.
- Nacionalizmus: A trumpizmus erős amerikai nacionalizmusra épít, amely az Egyesült Államok érdekeinek előtérbe helyezését célozza meg a globális politikai és gazdasági kérdésekben. Az "America First" politika a külföldi beavatkozások csökkentésére, a kereskedelmi megállapodások újratárgyalására és a nemzetállami szuverenitás erősítésére összpontosított.
- Kereskedelmi protekcionizmus: Trump elnöki ciklusa alatt a trumpizmus hívei támogatták a protekcionizmust, különösen a kereskedelmi háborúkat és a globális kereskedelmi megállapodások felülvizsgálatát. Az Egyesült Államok kereskedelmi partnereivel szembeni magas vámokat és egyoldalú intézkedéseket hozott, hogy csökkentse a kereskedelmi deficitjét és megvédje a hazai ipart.
- Anti-globalizmus: Trump és hívei a globalizáció ellen is felszólaltak, amelyet a nemzetállamok érdekeinek csökkentéseként és az amerikai szuverenitás korlátozásaként értelmeztek. Trump sokszor bírálta a nemzetközi intézményeket, mint az Egyesült Nemzetek Szervezete és az Európai Unió, és inkább a kétoldalú megállapodásokat részesítette előnyben.

### Társadalmi politika
A trumpizmus társadalmi politikájában számos konzervatív értékre és intézkedésre épít, például:
- Bevándorlásellenesség: A trumpizmus egyik központi eleme a szigorú bevándorlásellenes politika. Trump 2016-os kampányában és elnöksége alatt számos intézkedést hozott, amelyek célja a migráció korlátozása, beleértve a mexikói határ mentén épített falat és az illegális bevándorlók deportálására irányuló erőfeszítéseket.
- Konzervatív értékek: A trumpizmus erőteljesen támogatja a hagyományos családi értékeket és a vallásos konzervatizmust, különösen az abortusz és a melegjogok kérdéseiben. Trump támogatta a vallásos intézmények adókedvezményeit és a hagyományos családi modelleket.

## Politikai következmények és hatások
A trumpizmus hatása jelentős volt nemcsak az Egyesült Államokban, hanem világszerte is. Trump politikai filozófiája és stílusa a Republikánus Párton belül mély politikai megosztottságot okozott, és erősítette a politikai polarizálódást az országban.
A 2020-as elnökválasztás, amelynek eredményeként Trump elvesztette a választást Joe Biden ellen, tovább mélyítette a feszültségeket az Egyesült Államok politikai táján. A választás utáni események, különösen a 2021. januári Capitolium ostroma, amely során Trump hívei megpróbálták megakadályozni az új elnök beiktatásának folyamatát, a trumpizmus örökségét is kérdőjelezte meg.

## Örökség
A trumpizmus politikai öröksége tovább él a Republikánus Párton belül, amelynek sok tagja továbbra is támogatja Trump politikai eszméit. A trumpista ideológia, amely a nacionalizmusra, populizmusra és protekcionizmusra épít, továbbra is meghatározza a párt irányvonalát, és komoly hatással van az amerikai politikai diskurzusra.